# Squash-Mannschaftsweltmeisterschaft 1993
Die 14. Mannschafts-Weltmeisterschaft der Herren (englisch 1993 Men's World Team Squash Championships) fand vom 24. bis 30. November 1993 in Karatschi, Pakistan statt. Insgesamt 28 Mannschaften nahmen teil, was einen neuen Rekord darstellte. Argentinien gab sein Debüt bei einer Weltmeisterschaft, während Südafrika erstmals seit 1973 wieder teilnahm.
Titelverteidiger war Australien, das im Endspiel auf Pakistan traf. Die pakistanische Mannschaft gewann das Finale und damit seinen sechsten Weltmeisterschafts-Titel. England setzte sich im Spiel um Platz drei gegen Finnland durch. Deutschland belegte den achten Rang, Österreich erreichte den 16. Rang. Die Schweiz schloss das Turnier auf Platz 23 ab.

## Modus
Die teilnehmenden Mannschaften traten in acht Gruppen an. Diese wurden nach den Ergebnissen der Weltmeisterschaft 1991 eingeteilt, wobei die acht besten Mannschaften in die Gruppen A und B gelost wurden. Nur diese acht Mannschaften spielten um den Titel. Die beiden Gruppenbesten der Gruppen C und D erreichten die Platzierungsspiele um die Plätze 5 bis 12, zusammen mit den Gruppendritten und -vierten der Gruppen A und B. Die Plätze 13 bis 20 wurden von Gruppensiegern der Gruppen E, F, G und H und den Gruppendritten und -vierten der Gruppen C und D ausgespielt. Um die Plätze 21 bis 24 spielten die jeweiligen Gruppenzweiten der Gruppen E, F, G und H, die Gruppenletzten dieser vier Gruppen spielten die Plätze 25 bis 28 aus.
Innerhalb der Gruppe wurde im Round Robin-Modus gespielt, die beiden bestplatzierten Mannschaften der Gruppen A und B zogen ins Halbfinale ein. Dieses wurde im K.-o.-System ausgetragen. Alle Plätze wurden ausgespielt.
Alle Mannschaften bestanden aus mindestens drei und höchstens vier Spielern, die in der Reihenfolge ihrer Spielstärke gemeldet werden mussten. Pro Begegnung wurden drei Einzelpartien bestritten. Eine Mannschaft hatte gewonnen, wenn ihre Spieler zwei der Einzelpartien gewinnen konnten. Die Spielreihenfolge der einzelnen Partien war unabhängig von der Meldereihenfolge der Spieler.

## Ergebnisse

### Vorrunde

#### Gruppe A
| Rang | Land       | Sp. | S | N | Sp.-Diff. | Punkte |
| ---- | ---------- | --- | - | - | --------- | ------ |
| 1    | Australien | 3   | 3 | 0 | 7:2       | 6      |
| 2    | Pakistan   | 3   | 1 | 2 | 6:3       | 2      |
| 3    | Ägypten    | 3   | 1 | 2 | 3:6       | 2      |
| 4    | Neuseeland | 3   | 1 | 2 | 2:7       | 2      |

| Australien | – | Pakistan   | 2:1 |
| Australien | – | Ägypten    | 3:0 |
| Australien | – | Neuseeland | 2:1 |
| Pakistan   | – | Ägypten    | 2:1 |
| Pakistan   | – | Neuseeland | 3:0 |
| Ägypten    | – | Neuseeland | 2:1 |

#### Gruppe B
| Rang | Land        | Sp. | S | N | Sp.-Diff. | Punkte |
| ---- | ----------- | --- | - | - | --------- | ------ |
| 1    | England     | 3   | 3 | 0 | 8:1       | 6      |
| 2    | Finnland    | 3   | 2 | 1 | 6:3       | 4      |
| 3    | Schweden    | 3   | 1 | 2 | 3:6       | 2      |
| 4    | Niederlande | 3   | 0 | 3 | 1:8       | 0      |

| England  | – | Finnland    | 3:0 |
| England  | – | Schweden    | 3:0 |
| England  | – | Niederlande | 2:1 |
| Finnland | – | Schweden    | 3:0 |
| Finnland | – | Niederlande | 3:0 |
| Schweden | – | Niederlande | 3:0 |

#### Gruppe C
| Rang | Land       | Sp. | S | N | Sp.-Diff. | Punkte |
| ---- | ---------- | --- | - | - | --------- | ------ |
| 1    | Kanada     | 3   | 3 | 0 | 9:0       | 6      |
| 2    | Irland     | 3   | 2 | 1 | 6:3       | 4      |
| 3    | Spanien    | 3   | 1 | 2 | 2:7       | 2      |
| 4    | Frankreich | 3   | 0 | 3 | 1:8       | 0      |

| Kanada  | – | Irland     | 3:0 |
| Kanada  | – | Spanien    | 3:0 |
| Kanada  | – | Frankreich | 3:0 |
| Irland  | – | Spanien    | 3:0 |
| Irland  | – | Frankreich | 3:0 |
| Spanien | – | Frankreich | 2:1 |

#### Gruppe D
| Rang | Land        | Sp. | S | N | Sp.-Diff. | Punkte |
| ---- | ----------- | --- | - | - | --------- | ------ |
| 1    | Deutschland | 3   | 3 | 0 | 8:1       | 6      |
| 2    | Schottland  | 3   | 2 | 1 | 6:3       | 4      |
| 3    | Dänemark    | 3   | 1 | 2 | 4:5       | 2      |
| 4    | Österreich  | 3   | 0 | 3 | 0:9       | 0      |

| Deutschland | – | Schottland | 2:1 |
| Deutschland | – | Dänemark   | 3:0 |
| Deutschland | – | Österreich | 3:0 |
| Schottland  | – | Dänemark   | 2:1 |
| Schottland  | – | Österreich | 3:0 |
| Dänemark    | – | Österreich | 3:0 |

#### Gruppe E
| Rang | Land        | Sp. | S | N | Sp.-Diff. | Punkte |
| ---- | ----------- | --- | - | - | --------- | ------ |
| 1    | Malaysia    | 2   | 2 | 0 | 5:1       | 4      |
| 2    | Hongkong    | 2   | 1 | 1 | 3:3       | 2      |
| 3    | Argentinien | 2   | 0 | 2 | 1:5       | 0      |

| Malaysia | – | Hongkong    | 2:1 |
| Malaysia | – | Argentinien | 3:0 |
| Hongkong | – | Argentinien | 2:1 |

#### Gruppe F
| Rang | Land      | Sp. | S | N | Sp.-Diff. | Punkte |
| ---- | --------- | --- | - | - | --------- | ------ |
| 1    | Singapur  | 2   | 2 | 0 | 5:1       | 4      |
| 2    | Brasilien | 2   | 1 | 1 | 3:3       | 2      |
| 3    | Kuwait    | 2   | 0 | 2 | 1:5       | 0      |

| Singapur  | – | Brasilien | 2:1 |
| Singapur  | – | Kuwait    | 3:0 |
| Brasilien | – | Kuwait    | 2:1 |

#### Gruppe G
| Rang | Land    | Sp. | S | N | Sp.-Diff. | Punkte |
| ---- | ------- | --- | - | - | --------- | ------ |
| 1    | Wales   | 2   | 2 | 0 | 6:0       | 4      |
| 2    | Nigeria | 2   | 1 | 1 | 2:4       | 2      |
| 3    | Schweiz | 2   | 0 | 2 | 1:5       | 0      |

| Wales   | – | Nigeria | 3:0 |
| Wales   | – | Schweiz | 3:0 |
| Nigeria | – | Schweiz | 2:1 |

#### Gruppe H
| Rang | Land               | Sp. | S | N | Sp.-Diff. | Punkte |
| ---- | ------------------ | --- | - | - | --------- | ------ |
| 1    | Südafrika          | 2   | 2 | 0 | 6:0       | 4      |
| 2    | Vereinigte Staaten | 2   | 1 | 1 | 3:3       | 2      |
| 3    | Japan              | 2   | 0 | 2 | 0:6       | 0      |

| Südafrika          | – | Vereinigte Staaten | 3:0 |
| Südafrika          | – | Japan              | 3:0 |
| Vereinigte Staaten | – | Japan              | 3:0 |

### Halbfinale
| Australien | – | Finnland | 2:1 |
| Pakistan   | – | England  | 2:1 |

### Finale
| Pakistan                                                       | Finale | Australien                                                     |
| -------------------------------------------------------------- | --- | -------------------------------------------------------------- |
| Team Jansher Khan Jahangir Khan Zarak Jahan Khan Mir Zaman Gul | Datum: 30. November 1993 Ort: Karatschi \| Jahangir Khan \| 6:9, 9:1, 9:5, 9:3 \| Brett Martin \| \| Zarak Jahan Khan \| 9:4, 9:2, 6:9, 2:9, 10:9 \| Rodney Eyles \| \| Jansher Khan \| 9:2, 9:0, 9:0 \| Rodney Martin \| Resultat: 3:0 | Team Rodney Martin Brett Martin Rodney Eyles Tristan Nancarrow |
| Jahangir Khan                                                  | 6:9, 9:1, 9:5, 9:3 | Brett Martin                                                   |
| Zarak Jahan Khan                                               | 9:4, 9:2, 6:9, 2:9, 10:9 | Rodney Eyles                                                   |
| Jansher Khan                                                   | 9:2, 9:0, 9:0 | Rodney Martin                                                  |

## Abschlussplatzierungen
| Rang | Mannschaft  |
| 01.  | Pakistan    |
| 02.  | Australien  |
| 03.  | England     |
| 04.  | Finnland    |
| 05.  | Neuseeland  |
| 06.  | Ägypten     |
| 07.  | Schweden    |
| 08.  | Deutschland |

| Rang | Mannschaft  |
| 09.  | Schottland  |
| 10.  | Irland      |
| 11.  | Niederlande |
| 12.  | Kanada      |
| 13.  | Südafrika   |
| 14.  | Wales       |
| 15.  | Frankreich  |
| 16.  | Österreich  |

| Rang | Mannschaft  |
| 17.  | Spanien     |
| 18.  | Dänemark    |
| 19.  | Malaysia    |
| 20.  | Singapur    |
| 21.  | Hongkong    |
| 22.  | Nigeria     |
| 23.  | Schweiz     |
| 24.  | Argentinien |

| Rang | Mannschaft         |
| 25.  | Brasilien          |
| 26.  | Vereinigte Staaten |
| 27.  | Kuwait             |
| 28.  | Japan              |